# Stile Shaker

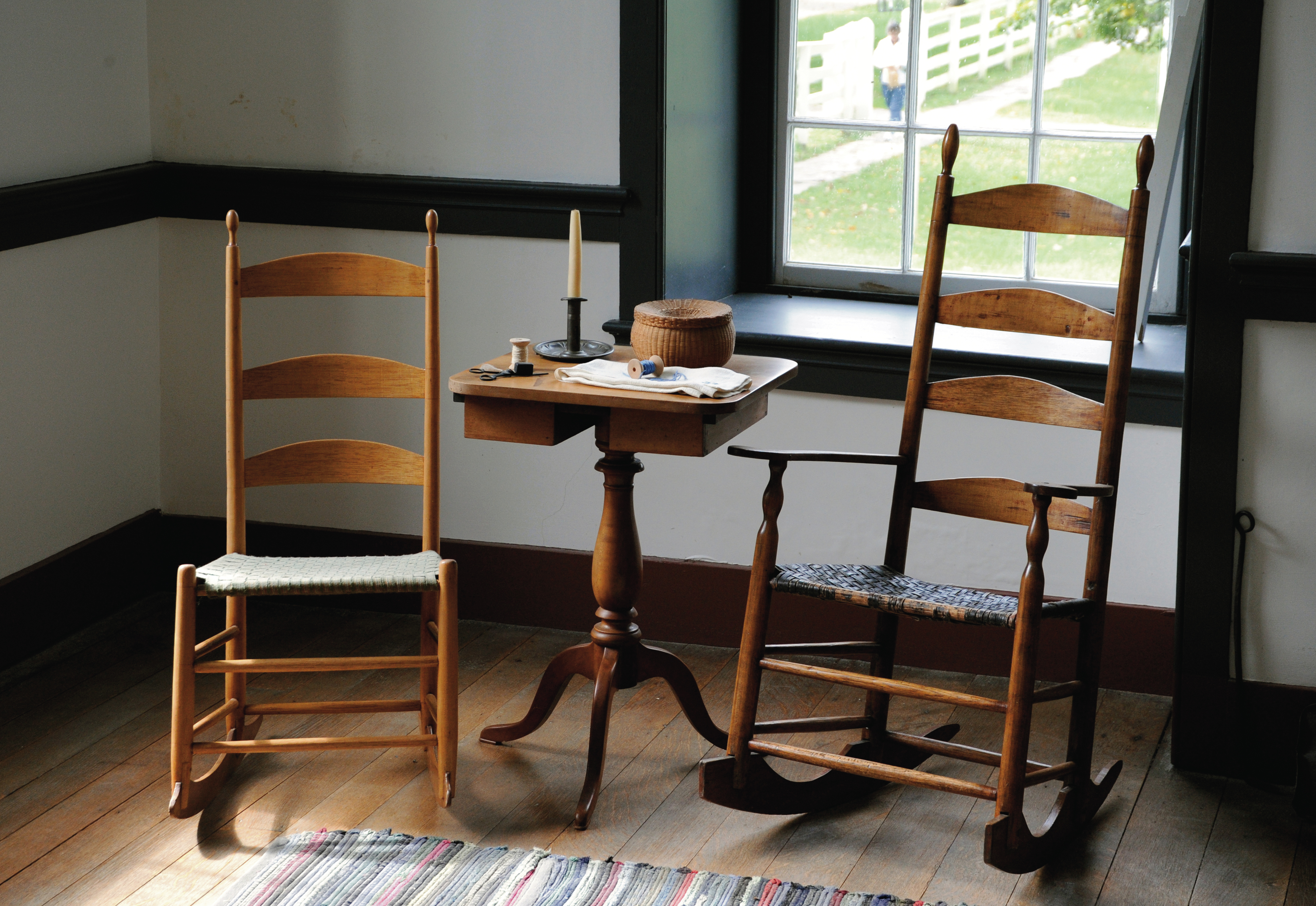
Stile Shaker

Lo Stile Shaker è un tipico arredamento basato sui mobili della comunità Shaker sviluppatosi tra la fine del 1700 e l'inizio del 1800. 

## Storia
Gli Shaker furono tra i primi coloni a giungere negli Stati Uniti. Per cause religiose, molti di essi appartenevano a comunità perseguitate in Europa e videro negli USA, la cui costituzione era basata su principi di uguaglianza e libero credo religioso, un posto perfetto in cui vivere. Gli Shaker si stanziarono nella parte orientale della costa americana dove crearono dei veri e propri insediamenti. Le comunità Shaker rifiutavano ogni aspetto della Rivoluzione Industriale che, prepotentemente, andava a sostituire in maniera sempre più evidente il lavoro artigianale. Non potendo sostituire il tipo di lavoro artigianale con quello industriale, gli Shaker hanno optato per il perfezionamento dei metodi tradizionale dando vita, paradossalmente, ad oggetti inaspettatamente moderni.

## Caratteri generali dello stile
L'arredamento shaker si presenta semplice e funzionale. Questa breve descrizione non ha nulla a che vedere con il Funzionalismo del novecento. Infatti, gli Shaker decoravano spesso i loro arredi con il solo scopo di procurare piacere e quindi, non davano un'importanza funzionale alle decorazioni. Il materiale utilizzato per antonomasia è il legno, precisamente faggio, acero o rovere. Uno dei più famosi oggetti creati dalla comunità Shaker è la sedia Ladder Black Chair che, nel 1903 verrà reinterpretata Charles Rennie Mackintosh.